# Società Italiana Merz e Stinchi
Società Italiana Merz e Stinchi war ein italienischer Hersteller von Automobilen.

## Unternehmensgeschichte
Das Unternehmen wurde 1908 als Tochtergesellschaft der Maschinenbaugesellschaft Merz & Stinchi zur Produktion von Automobilen gegründet. Die Verwaltung war am Corso Oporto 13 in Turin. Der Markenname lautete SIMS. 1909 endete die Produktion.

## Fahrzeuge
Das einzige Modell war der 10/12 HP. Der Vierzylindermotor mit zwei seitlich liegenden Nockenwellen verfügte über 1767 cm³ Hubraum. Die Kraftübertragung erfolgte mittels einer Kette. Das Getriebe verfügte über drei Gänge. Die bauartbedingte Höchstgeschwindigkeit war mit 80 km/h für den viersitzigen Personenwagen bzw. 90 km/h für den zweisitzigen Rennwagen angegeben. Der Preis betrug 4500 Lire für das Fahrgestell und 5000 Lire komplett für den Viersitzer.